# Rullen (koken)

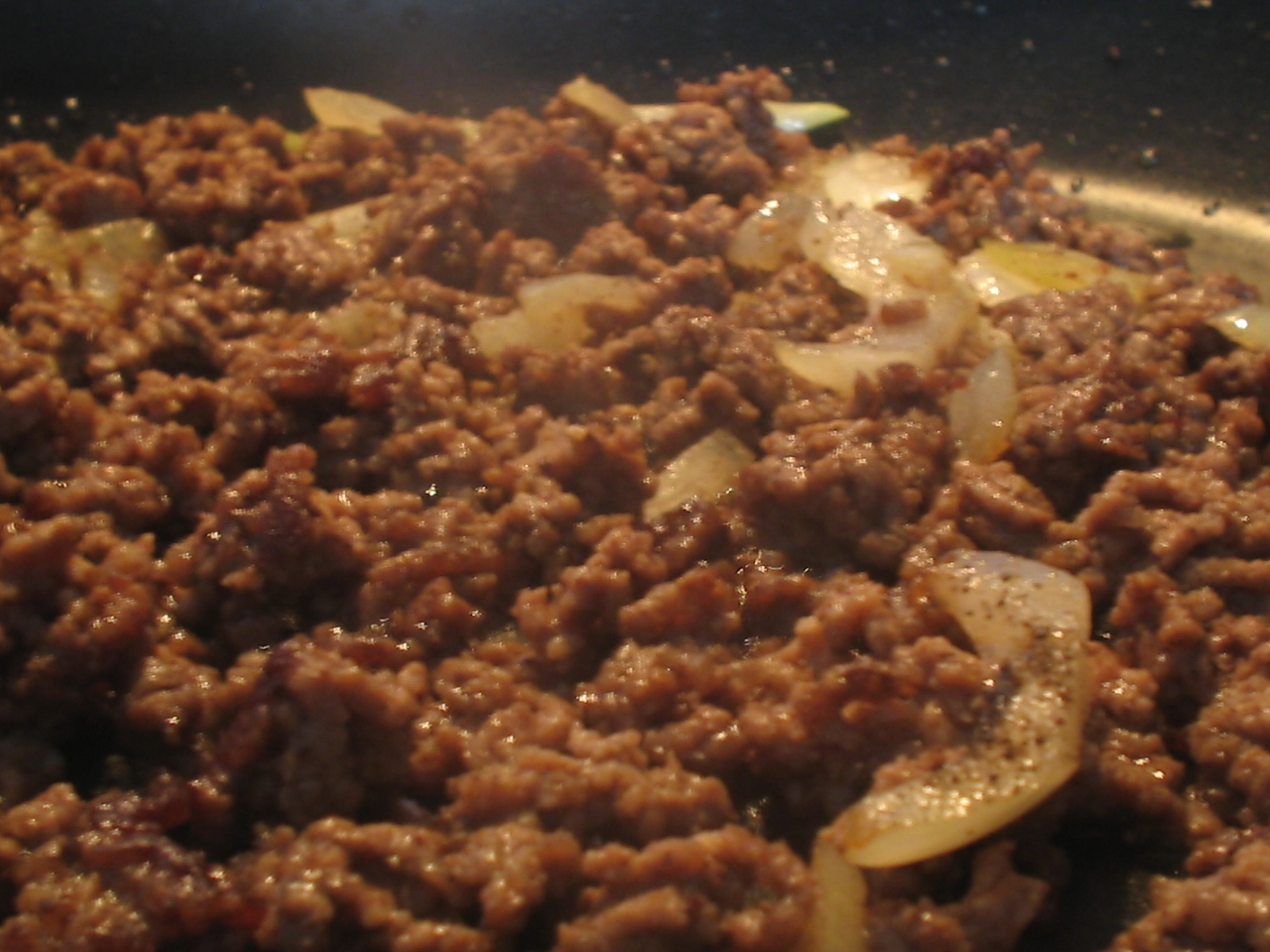
gehakt in de pan

Rullen is het braden van gehakt zonder dat er een bal van gemaakt wordt. Geruld gehakt wordt voornamelijk gebruikt in sauzen (bijvoorbeeld de 'bolognese' pastasaus) ovenschotels, taco's, nacho's en in sommige stamppotten.
Het rullen van gehakt gaat tamelijk snel. Het gehakt wordt zo uit het pak in de koekenpan gedaan. Vet (boter of olie) is vaak niet nodig omdat het van zichzelf al genoeg bevat. Bij mager rundergehakt is het wel praktisch een eetlepel neutrale olie toe te voegen vóór het bakken omdat dit beter bruint. Het gesmolten vet dat vrijkomt kan nadien eventueel worden verwijderd, zodat het gerecht magerder wordt, maar de smaak van het gehakt bevindt zich doorgaans in het vet.
Tijdens het rullen kan peper en zout en naar believen andere kruiden en specerijen, toegevoegd worden naast ingrediënten om van het gehakt een saus te maken (denk aan crème fraîche, melk, room, tomatenpuree of bijvoorbeeld hele gepelde tomaten). 